# 水寨镇 (五华县)
水寨镇，是中华人民共和国广东省梅州市五华县下辖的一个乡镇级行政单位。

## 行政区划
水寨镇下辖以下地区：
府前社区、西河社区、公园社区、大坝社区、协和村、河尾村、良美村、黄井村、上坝村、坝尾村、员瑾村、大岭村、罗湖村、大布村、犁滩村、澄湖村、大湖村、莲洞村、七都村、平湖村、大沙村、高车村、中洞村、善坑村、榕树村、岗阳村和坝心村。